# Василевич, Фёдор Иванович
Фёдор Ива́нович Василе́вич (род. 1 октября 1949, с. Сунаи, Минская область, БССР) — российский ветеринар, специалист в области акарологии. Академик РАСХН (2007) и РАН (2013), доктор ветеринарных наук (1998), профессор (1999). Ректор Московской государственной академии ветеринарной медицины и биотехнологии (2008—2019). Затем научный руководитель данного вуза.
Заслуженный работник высшей школы Российской Федерации (1999), почётный работник высшего профессионального образования Российской Федерации. Лауреат премии Правительства Российской Федерации в области науки и техники (2016).

## Биография
Родился в д. Сунаи Минской области. Окончил с отличием Ляховичский ветеринарный техникум (1967). Трудовую деятельность начал ветеринарным фельдшером совхоза «Советский» Минского района. В 1968—1970 годах служил в армии. Ветеран боевых действий.
Выпускник Московской государственной академии ветеринарной медицины и биотехнологии — МВА имени К. И. Скрябина, где прошёл путь от ассистента до ректора (с 2008 года), также заведующий её кафедрой паразитологии и ветеринарно-санитарной экспертизы (с 2013 года). Депутат муниципального образования Выхино-Жулебино.
Окончил с отличием ветеринарный факультет Московской ветеринарной академии (1976), был Ленинским стипендиатом. Сразу затем работал на Щелковском биокомбинате и в том же году поступил в аспирантуру кафедры паразитологии альма-матер. В 1980 г. защитил кандидатскую диссертацию и с того же года преподаёт на той же кафедре: ассистент, с 1986 года доцент, с 1998 года проректор по учебной работе и профессор кафедры паразитологии и инвазионных болезней животных, с 2008 г. ректор академии. Председатель УМО вузов РФ по образованию в области зоотехнии и ветеринарии. Член президиума Международной ассоциации паразитоценологов, член союза ректоров Европы (с 2010). Под началом Василевича подготовлены 25 кандидатов и 13 докторов наук.
Главный редактор Российского ветеринарного журнала, входит в редколлегии журналов «Ветеринария», «Ветеринарная медицина», «Агробезопасность», «Ветеринарный врач», «Вестник для владельцев животных», «Journal of Agricultural Science». Почетный профессор более десяти вузов, в том числе зарубежных.
Награждён орденом Почета и серебряной медалью «За вклад в развитие агропромышленного комплекса России».
Лауреат Международной премии «Золотой скальпель» 2012 г. в номинации «Одна профессия — одно видение мира».
Почетный житель муниципального образования Выхино-Жулебино (2009).
Автор 400 публикаций, в том числе 14 монографий, а также учебников и справочников, основные научные труды посвящены демодекозу животных.

## Критика
Диссернет обнаружили масштабные заимствования при научном руководстве диссертантов